# Автомагістраль A1 (Польща)
Автомагістраль A1, Автомагістраль Бурштинова (пол. Autostrada Bursztynowa) — частково платна польська автомагістраль. Перетинає Польщу з півночі на південь і є польською ділянкою міжнародного автошляху E75. На півночі розпочинається в Русоцині біля Гданська (ґміна Прущ-Ґданський), проходить поблизу Грудзьондза, Торуня, Лодзі, Пйотркова-Трибунальського, конурбації Катовиць та закінчується на кордоні з Чехією біля Водзіслава-Шльонського, де переходить в чеську автомагістраль .
Загальна довжина готової автомагістралі становитиме близько 570 км. Станом на липень 2016 року збудовано 350-кілометровий північний відрізок від Гданська до Пйотркова-Трибунальського та південний відрізок від Пижовиць біля Катовиць до чеського кордону. Будується відрізок від Пижовіц до Ченстохови. Для легкових автомобілів платним є відрізок від Гданська до Торуня.
Автомагістраль A1 перетинається чи з'єднується з такими автомагістралями та швидкісними дорогами (з півночі на південь):
- Ґоленюв – Гданськ
- Оструда – Вроцлав
- Щецин (A6) – Плонськ
- Свецко (Ґміна Слубіце, кордон DE) – Кукурики (Ґміна Тереспіль, кордон BY)
- Вроцлав – Білосток
- Пйотркув-Трибунальський – Дорогуськ (кордон UA)
- Пижовіце – Цешин (кордон CZ)
- Єндриховиці (Ґміна Згожелець, кордон DE) – Корчова (кордон UA)

Розв'язка A1-S6
Розв'язка A1-A2
Розв'язка A1-S8
Розв'язка A1-A4-44